# Klášter servitů na Starém Městě
Klášter servitů na Starém Městě pražském při kostele svatého Michaela archanděla je zaniklý klášter řádu služebníků Mariiných - servitů. Rozkládal se v domech mezi ulicemi Michalská, Melantrichova a Staroměstským náměstím na Starém Městě.

## Historie

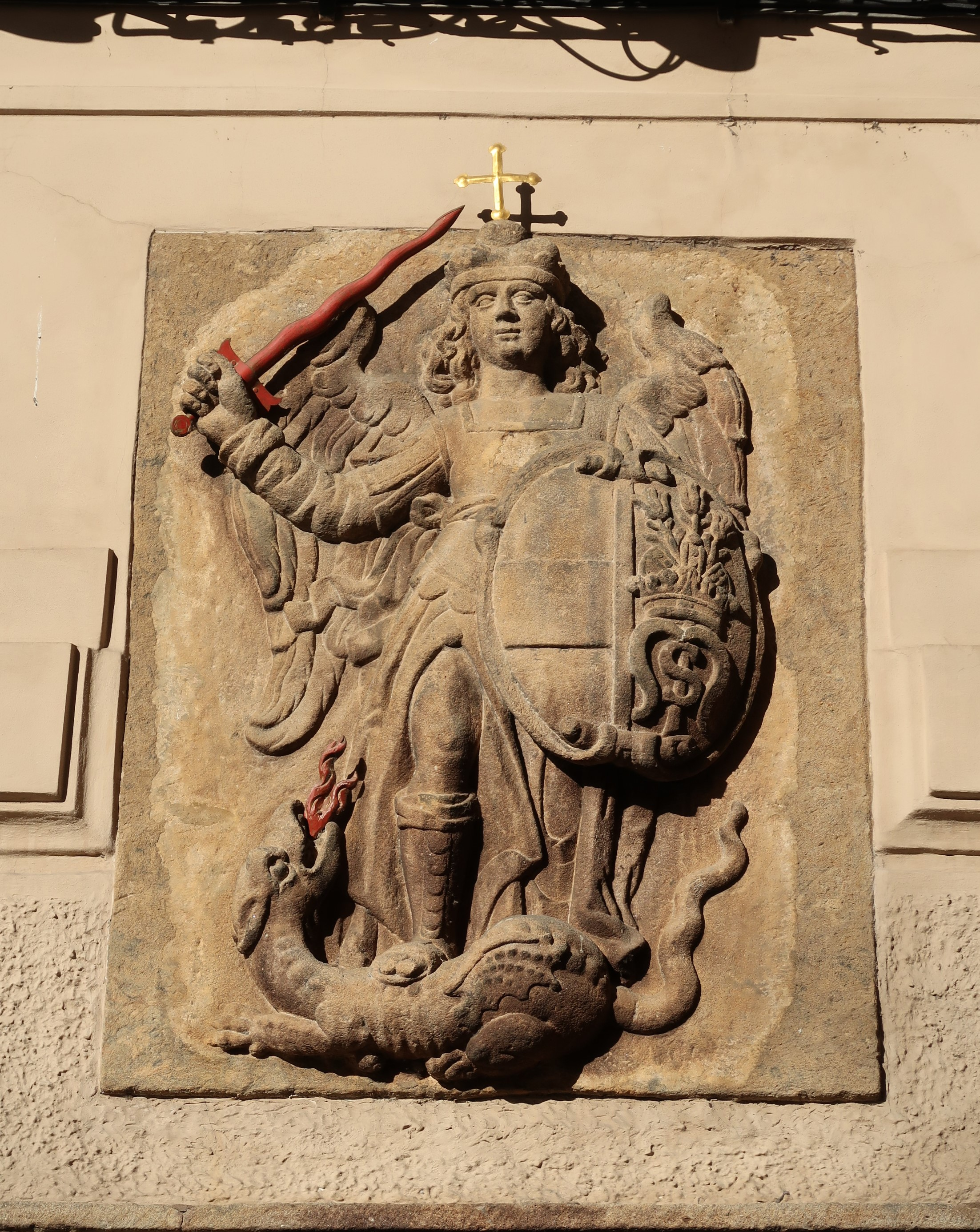
Reliéf sv. archanděla Michaela nad portálkem do kláštera z Melantrichovy ulice 17

Řád služebníků Mariiných - servitů sídlil v Praze od roku 1360, a to v servitském klášteře na Novém Městě pražském v místě zvaném Na trávníčku.
Při vypálení tamního kláštera husity 64 členů řádu uhořelo, proto se z českých zemí přesunul na bezpečnější místa a do Čech se vrátil teprve v době pobělohorské mezi dalšími řády v čele s jezuity. V roce 1626 daroval císař Ferdinand II. řádu servitů kostel sv. Archanděla Michaela i s farou a přilehlou školou a přidal 500 zlatých pro potřeby výstavby nového kláštera. Mezitím roku 1628 započala výstavba nového servitského kláštera na Bílé Hoře, budova však zůstala nedokončená a řád se rozhodl rozestavěný objekt prodat a vrátit se v roce 1632 do centra Prahy.
Staroměstský klášter se začal stavět až roku 1640 sloučením čtyř starších domů („U oslů“, „U zlaté studnice“, fary a školy). První fáze přestavby probíhala v letech 1640–1664.
V polovině 18. století pak objekt kláštera prošel celkovou pozdně barokní přestavbou podle návrhu Františka Ignáce Préea, která mu zřejmě vtiskla jeho současnou podobu.

### Knihovna
Klášter servitů se v průběhu 18. století stal významným centrem setkávání vzdělanců. Tomu odpovídala výzdoba knihovny, v níž se dochovala freska Josefa Hagera z doby kolem roku 1765 s malbou iluzivní kupole, v níž se klečící řeholník setkává s alegorickými postavami Práva a Církve. Po obvodu je následují personifikace Astronomie, Botaniky a Teologie. Ve výsečích klenby jsou další alegorické postavy.
Servité se zabývali studiem církevního práva, geometrie, astronomie a přírodních věd, ale především teologií, konkrétně pak jejím odvětvím - mariologií. Z této doby pochází katalog knihovny, který dokládá význam a hodnotu klášterní knihovny. Mnozí zdejší servité vešli v obecnou známost jako renomovaní vědci s bohatou publikační činností.

## Zrušení kláštera
Klášter byl zrušen roku 1786 v rámci církevních reforem císaře Josefa II. a majetek řádu společně s kostelem sv. Michaela sekularizován a postupně rozprodán.